# Hinteres Horqin-Banner des Linken Flügels

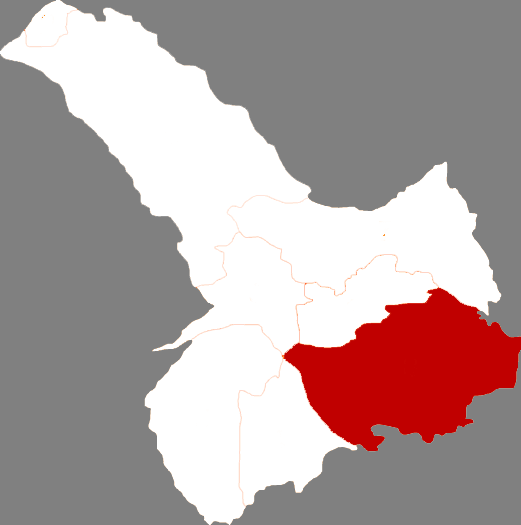
Lage des Hinteren Horqin-Banner des Linken Flügels in Tongliao

Das Hintere Horqin-Banner des Linken Flügels (chinesisch 科尔沁左翼后旗, Pinyin Kē'ěrqìn Zuǒyì Hòu Qí; mongolisch ᠬᠣᠷᠴᠢᠨ ᠵᠡᠭᠦᠨ ᠭᠠᠷᠤᠨ ᠬᠣᠶᠢᠲᠤ ᠬᠣᠰᠢᠭᠤ Qorčin Jegün Ɣarun Qoyitu qosiɣu) ist ein Banner der bezirksfreien Stadt Tongliao im Osten des Autonomen Gebietes Innere Mongolei im Nordosten der Volksrepublik China. Es hat eine Fläche von 11.476 km² und zählt 400.000 Einwohner (2000). Sein Hauptort ist die Großgemeinde Ganjag (甘旗卡镇).